# بيتار فيليبوفيتش
بيتار فيليبوفيتش (بالألمانية: Petar Filipovic) هو لاعب كرة قدم ألماني في مركز الوسط، ولد في 14 سبتمبر 1990 في هامبورغ في ألمانيا. لعب مع نادي رييد ونادي سانت باولي ونادي سلافن بيلوبو.

## وصلات خارجية
- بيتار فيليبوفيتش على موقع اتحاد تركيا (لاعب) (الإنجليزية)
- بيتار فيليبوفيتش على موقع قاعدة بيانات كرة القدم.إي يو (الإنجليزية)
- بيتار فيليبوفيتش على موقع Soccerway.com (الإنجليزية)
- بيتار فيليبوفيتش على موقع عالم كرة القدم.نت (الإنجليزية)
- بيتار فيليبوفيتش على موقع AS.com (الإسبانية)